# Hraniční přechod Hatě–Kleinhaugsdorf
Hraniční přechod Hatě–Kleinhaugsdorf (německy Grenzübergang Kleinhaugsdorf–Hatě) je bývalý silniční hraniční přechod na česko-rakouské státní hranici na hraničním úseku VIII/43-04,05 - VIII/44 - VIII/45 (VIII/43-13 - VIII/45) mezi 
českou osadou Hatě (část obce Chvalovice, okres Znojmo, Jihomoravský kraj) a rakouskou osadou Kleinhaugsdorf (část obce Haugsdorf, Okres Hollabrunn, Dolní Rakousy). Přechod leží v nadmořské výšce 234 m n. m. na silnici I/38 a Evropské silnici E59; za hranicí pokračuje rakouská silnice B303 směr Vídeň. Před zrušením byl určen pro pěší, cyklisty, motocykly, osobní automobily, autobusy a nákladní automobily.
Hraniční přechod byl zrušen při vstupu České republiky do Schengenského prostoru v roce 2007. V případě dočasného znovuzavedení ochrany vnitřních hranic je provoz na hraničním přechodu upraven Sdělením Ministerstva vnitra č. 395/2021 Sb.